# Hirntot Records
Hirntot Records ist ein deutsches Hip-Hop-Independent-Label aus Berlin. Bekannt wurde es unter anderem durch Hausdurchsuchungen des Landeskriminalamts Berlin bei drei Rappern des Labels.

## Geschichte
Hirntot Records wurde von den Rappern Blokkmonsta (Björn Dörpholz) und Uzi (Tomasz Michaelis) gegründet. Diese lernten sich über den Rapper Frauenarzt und DJ Manny Marc kennen. Bereits beim ersten Treffen entstand die Idee, ein gemeinsames Label zu gründen. Das Lied Sinnlose Gewalt wurde noch am gleichen Tag aufgenommen und innerhalb kurzer Zeit entstand die erste Veröffentlichung Hirntot. Noch recht amateurhaft, was Aufnahme und Qualität anging, wurde das Album im Oktober 2005 veröffentlicht. Musikalische Ausrichtung dieser und weiterer Veröffentlichungen des Labels ist Horrorcore, eine düstere Variante des Hip-Hops, die häufig auf düstere und gewalttätige Themen setzt. Die beiden Hauptakteure des Labels bezeichnen die Musik selbst als „Psychokore“.
Die nächste Veröffentlichung war die EP Süßes, sonst Stich, auf der auch der neu unter Vertrag genommene Rapper Perverz zu hören war. Ein Doppelalbum mit alten EPs von Perverz erschien kurze Zeit später. Im weiteren Verlauf konzentrierte man sich auf die weiteren Veröffentlichungen von Perverz, Blokkmonsta und Uzi. Mit der sechsten erschienenen CD kam mit „exe|workZ“ ein Grafiker zu Hirntot Records.
Mit Dr. Jekyll und Onkel Size folgten kurze Zeit später zwei weitere Rapper. Im Herbst 2006 erschien ein Best-of-Album, welches einen Überblick über die bisherige Arbeit des Labels gab. Außerdem wurde mit dem Rapper und Hiphop-Produzenten Schwartz (Raphael Brinkmann) ein neuer Künstler unter Vertrag genommen. Aus persönlichen Differenzen hat Onkel Size das Label 2007, ohne eigene Veröffentlichung, verlassen. Im gleichen Jahr konnte als Neuzugang der Hip-Hop-Produzent SDBY verpflichtet werden.
2007 erscheint mit Cocain Business: Reloaded das Erstlingswerk von Abusex (King Zaza) und ein gemeinsames Album von Blokkmonsta und Manny Marc unter dem Namen Blutsport. Letzteres bezieht sich vor allem auf B-Movies aus dem Martial-Arts-Sektor.
Nach Onkel Size verließ auch Dr. Jekyll im Jahr 2011 ohne eigene Veröffentlichung das Label. Nach einigen Solo- wie auch Kollaboalben veröffentlichte Hirntot Records im selben Jahr „Free Blokk und Hässlich Rap – Der Sampler“. Hintergrund für diesen Sampler war die Verhaftung Blokkmonstas und des Rapperduos „Hässlichrap“, bestehend aus Scheusal und Kunstfehler, welche in Untersuchungshaft genommen wurden. Am 31. Oktober 2011 gab es zu diesem Anlass ein Konzert in Berlin.
Mit dem Album Roboblokk von Blokkmonsta (das nur im Großhandel veröffentlicht wurde) konnte das Label erstmals in den Media-Control-Charts einsteigen.
Das Label arbeitet mit verschiedenen Künstlern aus dem Underground-Hip-Hop zusammen. So sind z. B. Frauenarzt, Manny Marc, B-Tight, Kaisa, Smoky, Automatikk und MC Basstard auf diversen Releases des Labels als Gäste vertreten. Im Gegenzug haben auch die beiden Besitzer des Labels auf verschiedenen Tonträgern musikalische Gastbeiträge.

## Kontroverse
Sämtliche Interpreten des Labels bedienen sich gewalttätiger Texte, die von Splatterfilmen beeinflusst wurden. Auf den Alben wird meist der Bezug zu Horrorfilmen hergestellt. Auch wird oft der Schusswaffengebrauch verherrlicht.
Am Donnerstag, dem 5. Juli 2007 wurden drei Wohnungen in Düsseldorf, Köln und Berlin durchsucht. Die Wohnungen sollen den Betreibern des Labels gehören. Hintergrund war eine Morddrohung an die Politikerin Monika Griefahn, die wiederholt Texte deutscher Rapper kritisiert hatte, und die Veröffentlichung der CD 1. Mai EP: Steinschlag, auf dem zur Gewalt gegen Polizisten aufgerufen werde. Auf einem Song hatten die Rapper Griefahn beleidigt und mit dem Tode gedroht.
Die Polizei beschlagnahmte mehrere Waffen und diverse Tonträger des Labels. Unter den Waffen befand sich unter anderem eine Luger M-11 und eine AK-47 mit verschlossenem Lauf. Auch etwa 200 Gewehrpatronen wurden von den Beamten sichergestellt. Der AK-47 hatten Uzi und Blokkmonsta das Lied „Meine AK“ gewidmet. 3sat berichtete in der Kulturzeit über Hirntot Records. Der zuständige Staatsanwalt bezeichnete das Label als gefährlich und sprach von einer neuen Qualität, was die Geschmacklosigkeit und Gewalttätigkeit der Texte angehe. Bereits im Vorfeld berichteten Fernsehsendungen, unter anderem Focus TV, über das Label.
Hirntot Records veröffentlichte eine Stellungnahme, in der sie bekannt gab, dass es sich um die Privatwohnungen von Blokkmonsta, Uzi und Schwartz handele. Um das laufende Gerichtsverfahren nicht zu gefährden, machen sie keine weiteren Angaben zur Sache. In der weiteren Stellungnahme zur Berichterstattung in der Presse weisen sie den Vorwurf von sich, dass die Band durch das Gewaltpotential ihrer Musik „für die rechte Szene“ interessant sei. Außerdem erwarten sie „keine wohlwollende“, aber eine faire Berichterstattung der Presse.
Zwischenzeitlich wurde die CD 1. Mai EP: Steinschlag von der Bundesprüfstelle für jugendgefährdende Medien indiziert (Liste B) und nach § 131 StGB von dem Amtsgericht Tiergarten bundesweit beschlagnahmt. Ebenfalls beschlagnahmt wurde der Track „Meine AK“ und das Promo-Video zu Schlachthof, welches von den Medien als das „Meine AK-47-Video“ bezeichnet wurde. Die Leiterin der BPjM stellte Strafanzeige gegen Uzi, da dieser in dem Freetrack „Fick die BPJM“ zu Gewalttaten gegenüber ihr und der Behörde aufgerufen habe.
In der Anklageschrift warf die Staatsanwaltschaft den Beschuldigten Schwartz, Blokkmonsta und Uzi Verstoß gegen § 111 (Öffentliche Aufforderung zu Straftaten), § 126 (Störung des öffentlichen Friedens durch Androhung von Straftaten), § 131 (Gewaltdarstellung), § 185 (Beleidigung), § 241 (Bedrohung) und § 130 StGB (Volksverhetzung) vor. Die Angeklagten sind die ersten Musiker einer Subkultur außerhalb des Rechtsrocks, die wegen Volksverhetzung angeklagt wurden.
Bei einer erneuten Hausdurchsuchung wurden am 9. Juni 2008, gegen 6:00 Uhr, durch unter anderem Einsatzkräfte des SEKs, auf Grund eines Beschlusses durch das Amtsgericht Tiergarten, folgende CDs beschlagnahmt: Uzi, Blokkmonsta & SDBY – In drei Teufels Namen 1 und 2 (CD 1 und 2), sowie Hirntot Records – Greatest Hits.
Am 10. Juni 2008 wurden 3 Mitglieder des Labels vom Amtsgericht Tiergarten verurteilt. Das Gericht sprach die Angeklagten der Gewaltdarstellung, Volksverhetzung, Beleidigung und der öffentlichen Aufforderung zu Straftaten für schuldig.
Der 24-jährige Tomasz Michaelis alias Uzi erhielt eine sechsmonatige Bewährungsstrafe nach Jugendstrafrecht und muss zudem an einem Antigewaltseminar teilnehmen und 40 gemeinnützige Arbeitsstunden leisten.
Der 24-jährige Blokkmonsta wurde zu zehn Monaten Haft auf Bewährung verurteilt, als Produzent des Labels muss er 2000 Euro Geldbuße zahlen. Der Prozess ergab, dass der 24-jährige Produzent mit einem weiteren Ermittlungsverfahren rechnen muss. Bei einer Durchsuchung seiner Wohnung am Vortag der Gerichtsverhandlung wurden einschlägige CDs beschlagnahmt.
Der 26-jährige Raphael B. alias Schwartz kam mit einer Geldstrafe in Höhe von 1350 Euro davon. Er war nur an einem von insgesamt drei der inkriminierten Songs beteiligt gewesen. In dem Urteil hieß es: „Diese Art von Musik sei Futter für Amokläufer, die in ihren Gewaltfantasien angestachelt werden.“
Im Dezember 2009 wurde das Label erneut durchsucht. Betroffen war auch der Versandhandel Distributionz, der Tonträger des Labels im Angebot hatte. Anlass der Hausdurchsuchung war eine Beschlagnahme des Albums Friss oder stirb von Blokkmonsta und Schwartz. Das Album wurde wegen „Gewaltverherrlichung und Volksverhetzung“ eingezogen. Im Rahmen eines darauffolgenden Gerichtsprozesses, wurden Hirntot Records und das Vertriebsunternehmen Distributionz freigesprochen.
Im April 2011 wurde Blokkmonsta in Untersuchungshaft genommen. Blokkmonsta soll gemeinschaftlich mit den Rappern Scheusal und Kunstfehler den Rapper Sebar in einen Keller gelockt und diesen dort geschlagen und beraubt haben. Das Verfahren begann am 13. September 2011, am 23. November wurden Blokkmonsta sowie Scheusal und Kunstfehler aus der Untersuchungshaft entlassen.

## Künstler
- Blokkmonsta (Label-Boss / Rapper / Produzent / Manager), auch Rapper unter dem Alias „Dr. Faustus“
- Schwartz (Rapper / Produzent)
- Perverz (Rapper)
- Uzi (Rapper)[14](von 2005 bis 2015, wieder dabei seit 2020)
- Rako (Rapper) (seit 2010)

Ehemalige Künstler
- Onkel Size (Rapper) (bis 2007)
- Dr. Jekyll (Rapperin) (bis 2011)
- exe|workZ (Grafiker)
- SDBY (Produzent / Rapper) (bis 2011, produziert jedoch seit 2020 wieder Beats für neue Releases)
- Arno Nuehm (Fotograf / Grafiker)
- BarretBeatz (Produzent) (seit 2012 dabei, ab 2017 von der Bildfläche verschwunden)

## Veröffentlichungen
| Art-Nr. | Interpret                   | Titel                                               | Jahr | Kommentar |
| ------- | --------------------------- | --------------------------------------------------- | ---- | --- |
| HT000   | Perverz                     | Doppelalbum                                         | 2005 | |
| HT001   | Blokkmonsta & Uzi           | Hirntot                                             | 2005 | |
| HT002   | Blokkmonsta, Uzi & Perverz  | Süßes, sonst Stich                                  | 2005 | seit 2010 indiziert seit 2011 nach StGB § 131 bundesweit beschlagnahmt |
| HT003   | Blokkmonsta, Uzi & SDBY     | In drei Teufels Namen                               | 2005 | seit 2009 indiziert seit 2008 nach StGB § 131 bundesweit beschlagnahmt |
| HT004   | Uzi One                     | Amoklauf (2. Auflage)                               | 2005 | seit 2010 indiziert seit 2010 nach StGB § 131 bundesweit beschlagnahmt |
| HT005   | Perverz                     | Das Mixtape                                         | 2006 | |
| HT006   | Blokkmonsta & Uzi           | Lass die Waffen sprechen                            | 2006 | seit 2009 indiziert seit 2011 nach StGB § 131 bundesweit beschlagnahmt |
| HT007   | Dr. Faustus                 | Gesichter des Todes                                 | 2006 | seit 2009 indiziert seit 2011 nach StGB § 131 bundesweit beschlagnahmt |
| HT008   | Blokkmonsta & Uzi           | 1. Mai EP: Steinschlag                              | 2006 | seit 2007 indiziert seit 2007 nach StGB § 131 bundesweit beschlagnahmt |
| HT009   | Perverz                     | Keina kann helfen                                   | 2006 | |
| HT010   | Hirntot Records             | Greatest Hits                                       | 2006 | Kompilation seit 2009 indiziert seit 2009 nach StGB § 131 bundesweit beschlagnahmt |
| HT011   | Blokkmonsta & Uzi           | Schlachthof                                         | 2006 | seit 2009 indiziert seit 2009 nach StGB § 131 bundesweit beschlagnahmt |
| HT014   | Blokkmonsta                 | Mord-Instrumentals                                  | 2006 | |
| HT015   | Blokkmonsta & Schwartz      | Flüsse aus Blut                                     | 2006 | |
| HT016   | Hirntot Records             | Süßes, sonst Stich 2                                | 2006 | Kompilation seit 2010 indiziert seit 2010 nach StGB § 131 bundesweit beschlagnahmt |
| HT017   | Blokkmonsta & Uzi           | Hirntot: Nachgeladen                                | 2006 | seit 2010 indiziert seit 2011 nach StGB § 131 bundesweit beschlagnahmt |
| HT019   | Dr. Faustus                 | Dr. Faustus                                         | 2008 | auf 1000 Stück limitiert |
| HT020   | Hirntot Records             | Tiefster Untergrund (2005–2007)                     | 2007 | Kompilation seit 2009 indiziert seit 2011 nach StGB § 131 bundesweit beschlagnahmt |
| HT021   | Schwartz                    | Hurensohn Holocaust                                 | 2007 | |
| HT023   | Blokkmonsta & SDBY          | Beats aus der Gruft – Kapitel 1: Grabgeflüster      | 2007 | |
| HT024   | Dr. Faustus & Dr. Jekyll    | 2 Chirurgen drehen durch 1 (EP)                     | 2007 | seit 2012 indiziert |
| HT025   | Blokkmonsta, Uzi & SDBY     | In drei Teufels Namen 2 (2CD)                       | 2007 | seit 2009 indiziert seit 2008 nach StGB § 131 bundesweit beschlagnahmt |
| HT026   | Abusex                      | Cocain Business: Reloaded                           | 2007 | |
| HT027   | Perverz                     | Mein Kopf zerplatzt                                 | 2007 | |
| HT028   | Blokkmonsta & Smoky         | Zu hart für den Markt                               | 2012 | |
| HT029   | Blokkmonsta aka Dämon       | Böses Blut                                          | 2007 | seit 2010 indiziert |
| HT030   | Hirntot Records             | Legenden sterben nie (2CD)                          | 2007 | Kompilation seit 2010 indiziert seit 2011 nach StGB § 131 bundesweit beschlagnahmt |
| HT031   | Hirntot Records             | Süßes, sonst Stich 3                                | 2007 | seit 2010 indiziert seit 2010 nach StGB § 131 bundesweit beschlagnahmt |
| HT032   | Blokkmonsta & Schwartz      | 2050                                                | 2008 | |
| HT033   | Blokkmonsta & Schwartz      | Desperados                                          | 2008 | |
| HT034   | SDBY                        | Die Hölle friert ein (Volume 2)                     | 2009 | |
| HT035   | Hirntot Records             | Mord-Instrumentals 2                                | 2008 | Kompilation |
| HT037   | Dr. Faustus & Dr. Jekyll    | 2 Chirurgen drehen durch 2 (EP)                     | 2019 | Auf allen Streaming & Download Plattformen entfernt |
| HT038   | Blokkmonsta                 | 1-Mann-Armee (Standard Edition)                     | 2009 | |
| HT039   | Blokkmonsta                 | 1-Mann-Armee (Premium Edition)                      | 2009 | |
| HT040   | Hirntot Records             | Greatest Hits 2: Alte Schule (2CD)                  | 2008 | seit 2009 indiziert |
| HT041   | Dr. Jekyll & Schwartz       | Mörder sprechen nicht                               | 2009 | seit 2012 indiziert |
| HT042   | Blokkmonsta, Uzi & Schwartz | Im Fadenkreuz – Die wahre Geschichte der Hassrapper | 2008 | |
| HT043   | Schwartz                    | Lady Bitch Gay                                      | 2008 | |
| HT044   | Havikk & Hirntot Posse      | Worldwide Cartel                                    | 2008 | |
| HT045   | Perverz & Voodoo            | 23                                                  | 2008 | |
| HT046   | Blokkmonsta & Schwartz      | Friss oder stirb                                    | 2009 | 2009 nach §§ 130 und 131 StGB bundesweit beschlagnahmt und 2010 indiziert. 2011 wurden die Beschlagnahme und die Indizierung wieder aufgehoben. |
| HT047   | Blokkmonsta & Uzi           | Krieg & Frieden: Krieg                              | 2009 | |
| HT049   | Uzi & Perverz               | Fehler im System                                    | 2012 | |
| HT050   | Hirntot Records             | Tiefster Untergrund 2 (2CD)                         | 2012 | Kompilation |
| HT051   | Blokkmonsta & Uzi           | Krieg & Frieden: Krieg                              | 2009 | limitierte Remix-Edition |
| HT053   | Blokkmonsta                 | Mit der Maske                                       | 2010 | |
| HT055   | Dr. Faustus & SDBY          | Auf die harte Tour                                  | 2009 | |
| HT056   | Dr. Faustus & SDBY          | Auf die harte Tour (Rotlicht Edition)               | 2009 | |
| HT057   | Schwartz                    | Der Teenieslasher                                   | 2009 | |
| HT058   | Blokkmonsta & Arzt          | Untergrund                                          | 2009 | mit Bassboxxx |
| HT059   | Blokkmonsta & Rako          | Wir bringen das Drama                               | 2010 | |
| HT060   | Hirntot Posse               | Im Zeichen der Sturmmaske                           | 2012 | seit 2025 indiziert |
| HT061   | Schwartz                    | Der Spermanist                                      | 2013 | |
| HT062   | Orgasmus & Schwartz         | Folterkeller der Zombienutten                       | 2011 | mit I Luv Money Records |
| HT063   | Perverz                     | Das Mixtape Volume 2 (Delirium)                     | 2010 | 2012 |
| HT064   | Schwartz                    | Altersgeilheit                                      | 2012 | limitiert auf 750 Stück |
| HT065   | Blokkmonsta & DJ Korx       | Scheiß auf Hip oder Hop                             | 2010 | |
| HT066   | Rako                        | Söldner – Gastparts Vol. 1                          | 2011 | |
| HT067   | Schwartz                    | Hurensohn Holocaust Zero                            | 2011 | seit 2023 indiziert |
| HT068   | Rako                        | Para Bellum – Mentaler Kriegszustand 1.5            | 2011 | |
| HT069   | Perverz                     | Gegen das Gesetz                                    | 2011 | |
| HT071   | Schwartz                    | Krieche aus der Tiefe                               | 2011 | |
| HT072   | Blokkmonsta & Schwartz      | Todesschwadron (2CD)                                | 2011 | |
| HT074   | Hirntot Records             | Free Blokk und Hässlich Rap – Der Sampler           | 2011 | |
| HT075   | Blokkmonsta                 | Doom Rap                                            | 2012 | |
| HT076   | Rako                        | Biomechanisch                                       | 2012 | |
| HT077   | Blokkmonsta                 | 1-Mann-Armee (Untouchable Edition)                  | 2013 | |
| HT078   | Blokkmonsta & Rako          | Wir bringen das Drama 2                             | 2013 | |
| HT079   | Blokkmonsta & Schwartz      | 2060: Zeugen der Apokalypse                         | 2013 | |
| HT080   | Blokkmonsta                 | Roboblokk                                           | 2012 | |
| HT081   | Schwartz                    | Krieche aus der Hölle                               | 2013 | ab 18 |
| HT082   | Rako                        | RakoKalypse                                         | 2015 | |
| HT083   | Blokkmonsta                 | Predator                                            | 2013 | ab 18 |
| HT084   | Hirntot Posse               | Hirntotes Halloween                                 | 2013 | ab 18, war nur bis zum 31. Oktober 2013 erhältlich |
| HT085   | Uzi                         | Aus der Anstalt                                     | 2015 | |
| HT086   | Schwartz                    | Schwartz auf Weiß                                   | 2014 | |
| HT087   | Perverz                     | Mein Kopf zerplatzt 2                               | 2013 | |
| HT088   | Barret Beatz                | Todessymphonie                                      | 2014 | |
| HT089   | Schwartz                    | Bis du Schwartz siehst                              | 2015 | auf 1000 Stück limitiert |
| HT090   | Blokkmonsta                 | Blokkhaus                                           | 2014 | Platz 10 in den deutschen Albumcharts |
| HT100   | Hirntot Posse               | HT100                                               | 2016 | 10 Jahre Hirntot; Platz 8 in den deutschen Albumcharts |
| HT101   | Blokkmonsta                 | Blokkmonsta                                         | 2016 | |
| HT102   | Schwartz                    | Schwartz                                            | 2017 | |
| HT103   | Rako                        | Rako                                                | 2017 | |
| HT104   | Blokkmonsta & Schwartz      | Flüsse aus Blut 2                                   | 2017 | |
| HT105   | Blokkmonsta                 | Anthologie                                          | 2017 | Enthält die Alben: - Flüsse aus Blut (HT015) - Zu hart für den Markt (HT028) - 2050 (HT032) - Desperados (HT033) - 1-Mann-Armee (HT038) - Im Fadenkreuz – Die wahre Geschichte der Hassrapper (HT042) - Krieg und Frieden: Krieg (HT047) - Mit der Maske (HT053) - Wir bringen das Drama (HT059) - Scheiß auf Hip oder Hop (HT065) - Doom Rap (HT075) - Wir bringen das Drama 2 (HT078) - 2060: Zeugen der Apokalypse (HT079) - Roboblokk (HT080) - Blokkhaus (HT090) |
| HT107   | Blokkmonsta                 | Best Of American Features                           | 2018 | |
| HT108   | Blokkmonsta & Perverz       | Hirntot Originals                                   | 2018 | |
| HT109   | Blokkmonsta & KDM Shey      | Ein Dadash kommt selten allein                      | 2018 | |
| HT110   | Blokkmonsta                 | Knastmacken                                         | 2019 | |
| HT112   | Blokk & Smoky               | Zu Hart Für Den Staat                               | 2019 | |
| HT113   | Hirntot Records             | Mörder ohne Gesicht                                 | 2020 | |
| HT114   | Blokkmonsta & Uzi           | Irreversibel                                        | 2020 | |
| HT115   | Perverz                     | Mein Kopf zerplatzt 3                               | 2021 | |
| HT116   | Hirntot Records             | Lost Tapes, Vol. 1 Remixes                          | 2021 | |
| HT117   | Dr. Faustus                 | Psycho Aktiv                                        | 2021 | |
| HT118   | Hirntot Posse               | IV                                                  | 2021 | |
| HT119   | Schwartz                    | Lockdown                                            | 2022 | |
| HT120   | Schwartz                    | Höllensturz                                         | 2022 | |
| HT121   | Rako                        | Panzer Tape Vol. 1                                  | 2022 | |
| HT122   | Blokkmonsta                 | Dämon : Reborn                                      | 2022 | |
| HT123   | Hirntot Records             | Mord Instrumentals 3                                | 2022 | |
| HT124   | Rako                        | Panzer Tape Vol. 2                                  | 2022 | |
| HT125   | Blokkmonsta, Uzi & Perverz  | Kult                                                | 2022 | |
| HT126   | Blokkmonsta                 | Blokk                                               | 2022 | |
| HT127   | Uzi                         | Uzi                                                 | 2022 | |
| HT128   | Perverz                     | Perverz                                             | 2022 | |
| HT129   | Hirntot Posse               | V                                                   | 2022 | |
| HT130   | Hirntot Records             | Greatest Hits 3 (Doppel-CD)                         | 2023 | |
| HT131   | Rako                        | Aus Liebe Zum Hass                                  | 2023 | |
| HT132   | Rako                        | Mentaler Kriegszustand 2                            | 2024 | |
| HT133   | Blokkmonsta                 | Cyberkore                                           | 2023 | |
| HT134   | Perverz                     | Letzter Wille                                       | 2024 | |
| HT135   | Perverz                     | Memento                                             | 2024 | |
| HT136   | Schwartz                    | Nachtmensch                                         | 2024 | |
| HT137   | Hirntot Records             | INDEX #001 [Beschlagnahmt & Vernichtet]             | 2024 | |
| HT139   | Hirntot Records             | Süsses sonst Stich 666                              | 2024 | |
| HT140   | Dr. Faustus                 | Hirntot Slayer                                      | 2024 | |
| HT141   | Schwartz                    | Metallschädel                                       | 2025 | |
| HT142   | Schwartz                    | Vorschlaghammer Vol. 1                              | 2025 | |
| HT143   | Hirntot Posse               | Collateral Damage (3 CDs)                           | 2025 | |
| HT144   | Rako                        | Tank                                                | 2025 | |
| HT145   | Blokkmonsta                 | 2K5                                                 | 2025 | |
| HT146   | Blokkmonsta                 | Extra Zündstoff (Data DVD) / 1983 (Bonus EP)        | 2025 | |
| HT147   | Schwartz                    | Demotivationscoach                                  | 2025 | |
| HT148   | Schwartz                    | Vorschlaghammer Vol. 2                              | 2025 | |
| HT149   | Blokkmonsta                 | Roboblokk NewRetroWave                              | 2025 | |
| HTI001  | Dosia Demon                 | Greatest Hits (2 CDs)                               | 2009 | Hirntot International |
| HTD001  | Hirntot                     | Die DVD (von 2005 bis 2012)                         | 2012 | 2 DVDs |
| HTD002  | Blokkmonsta                 | Blokkhaus Enzyklopädie                              | 2014 | 2 DVDs |
| HTD003  | Schwartz                    | Schwartz auf weiß                                   | 2014 | |